# Cesson Rennes Métropole Handball
Maillots
Actualités
Dernière mise à jour : 30 novembre 2023.
Le Cesson Rennes Métropole Handball (CRMHB) est un club de handball français, fondé en 1968 et basé à Cesson-Sévigné, commune de l'agglomération rennaise. Il évolue en Starligue, le plus haut niveau national,  lors de la saison 2023-2024.

## Histoire
- 1968 : création de l'OC Cesson.
- 1991 : accession en Nationale 4.
- 2000 : le club est champion de Nationale 1 et déménage au palais des sports de la Valette.
- 2009 : le club est champion de D2.
- 2011 : le club devient le Cesson Rennes Métropole Handball.
- 2019 : inauguration de la Glaz Arena et relégation en D2.
- 2020 : le club est champion de D2.

| \| Cesson-Sévigné Rennes \| Localisations du club |
| Cesson-Sévigné Rennes                             |

La section handball de l'Olympique Club Cessonnais est créée en mai 1968 par un étudiant, Patrick Gaiffe, entouré d'une dizaine de jeunes joueurs, minimes et cadets qui profitent de la création de la première salle à Cesson-Sévigné, celle du lycée Sévigné et ses 400 places. Les saisons suivantes, le club se développe et son équipe senior accède en excellence régionale.
L'OC Cesson continue ensuite sa progression, accédant en Nationale 4 (5e division) en 1991. Puis grâce à la mise en place de moyens financiers plus importants, à la création d'un Pôle Espoirs, à la mise en place d'entraîneurs diplômés et à la venue de joueurs expérimentés, le club devient champion de Nationale 1 (3e division) en 2000 et accède en Division 2. Le club emménage dans une nouvelle salle, le palais des sports de la Valette et ses 1500 places. Le maintien est acquis la première année et la progression continue en gagnant des places au classement au fur et à mesure des saisons jusqu'à devenir champion de D2 en 2009 : le club accède pour la première fois en Division 1.
En 2011, le club termine 13e et premier relégable de D1 mais est maintenu à la suite du dépôt de bilan du Saint-Cyr Touraine. En décembre 2011, à la suite d'un investissement important de Rennes Métropole, l'OC Cesson Handball devient le Cesson Rennes Métropole Handball. Au terme de la saison conclue à une 10e place en D1, le club suit la courbe d'une équipe en progression en recrutant de nombreux joueurs (dont Igor Anic), grâce à l'apport financier du groupe allemand Volkswagen (environ 250 000 € par an). Lors des trois saisons suivantes, le club termine à la 7e place, le meilleur résultat de son histoire mais en 2014, Volkswagen retire son partenariat et après avoir fait passer le club de la Nationale 1 à la 7e place de Division 1 en ayant l'un des plus petits budgets, l'entraîneur David Christmann quitte le club.
Le 14 mars 2019, la Glaz Arena, nouvelle salle multi-activités d'une capacité de 4 500 places est inaugurée mais le club termine la saison à la 13e place, synonyme de relégation en Division 2 après 10 années passées en Division 1. Toutefois, dès sa première saison, le club devient champion de D2 pour la seconde fois et retrouve la Division 1.

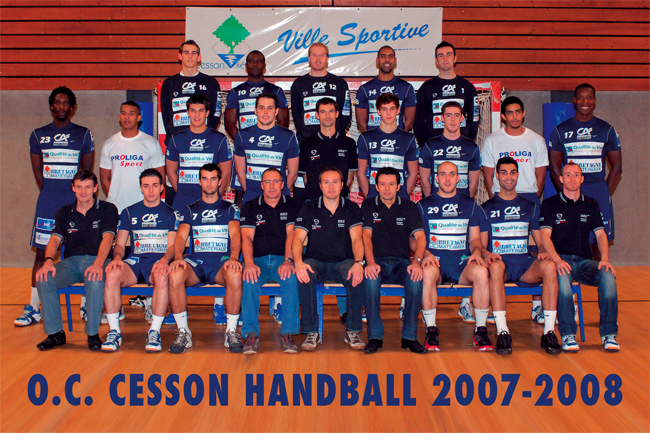
Poster du club pour la saison 2007-2008.
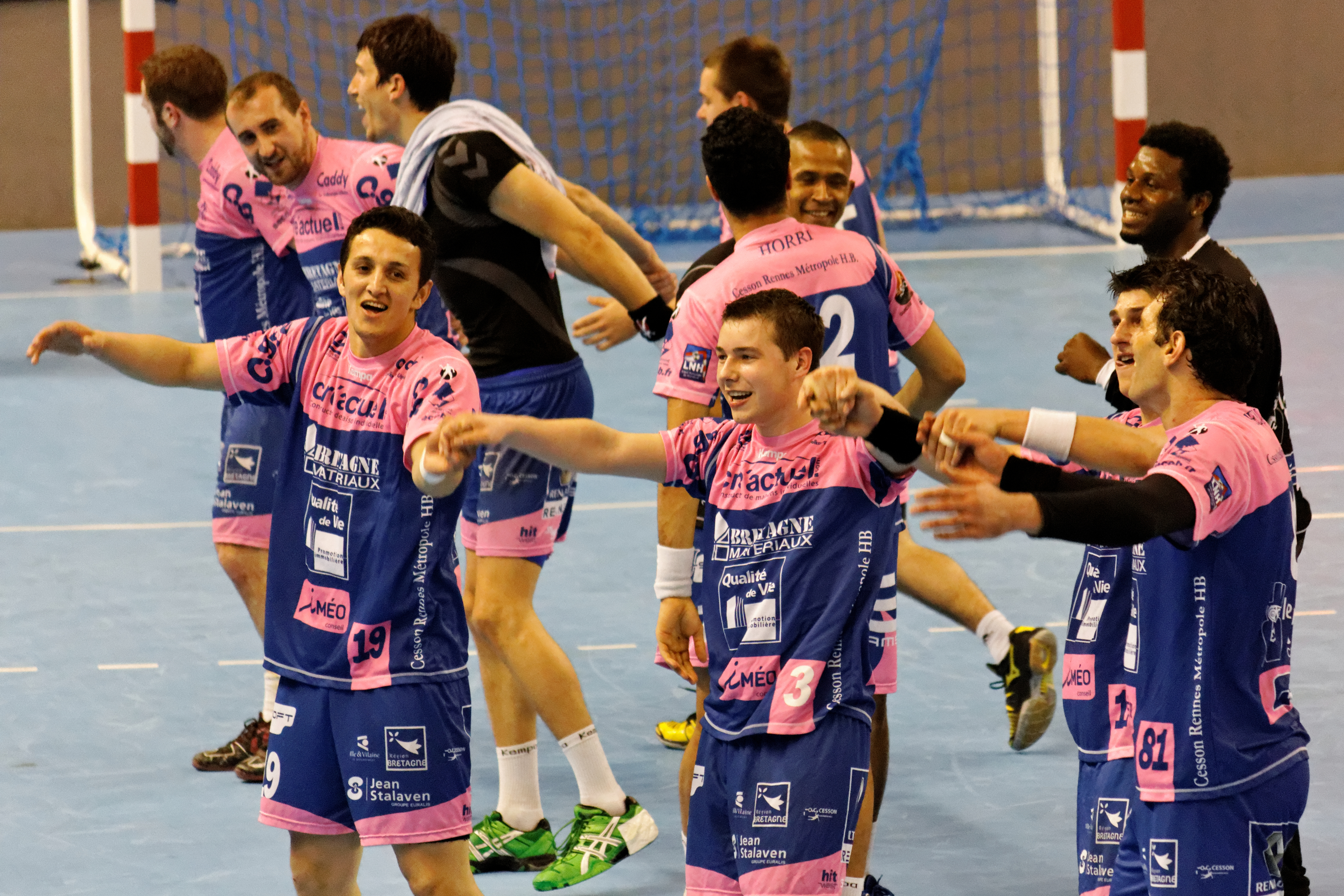
Le club célèbre son maintien, le 12 mai 2012.
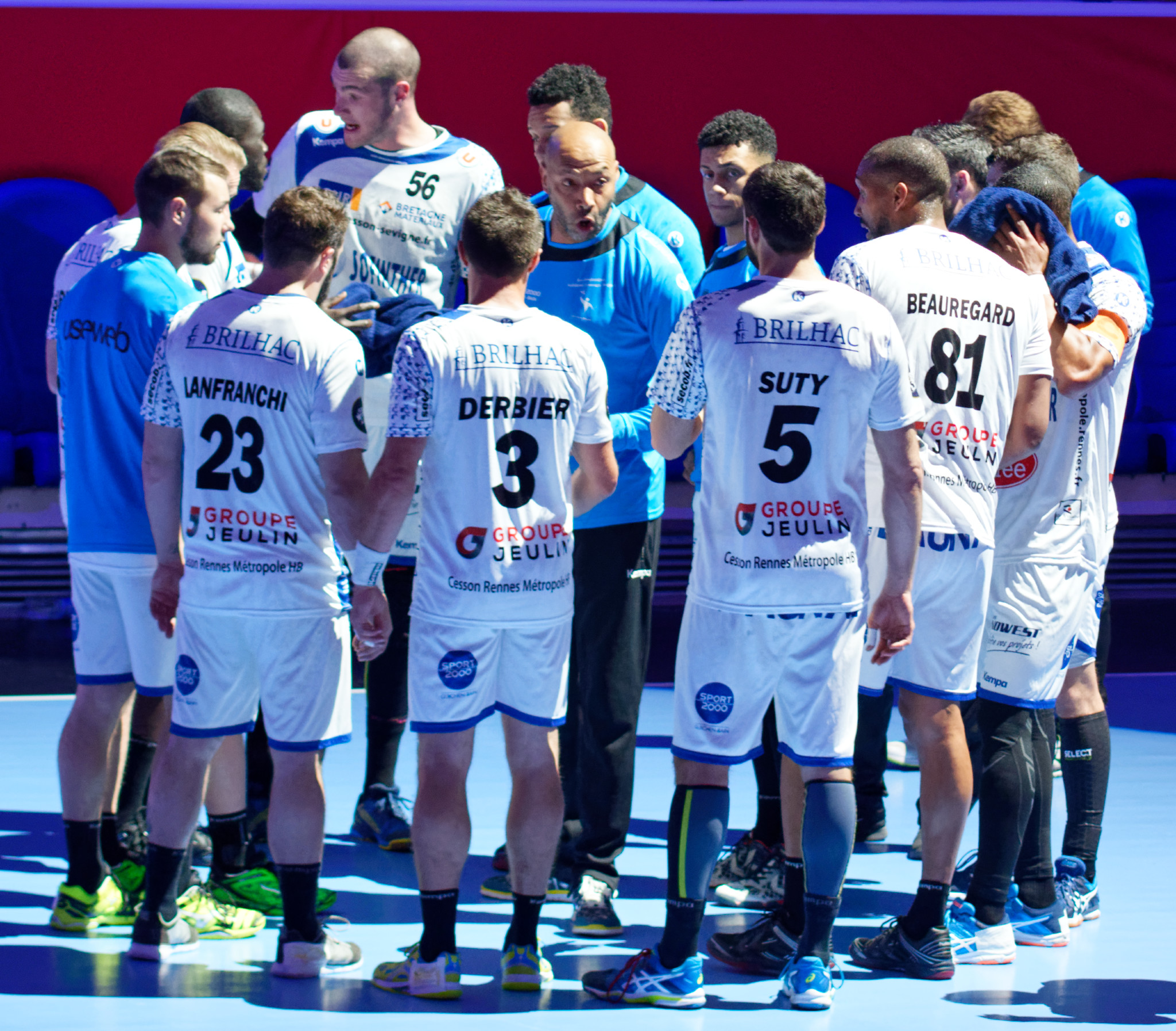
Yérime Sylla autour de ses joueurs en 2017.

## Résultats sportifs

### Palmarès et meilleures performances
- Championnat de France
  - Meilleure performance : 7e place en 2013, 2014 et 2015.
- Coupe de France
  - Meilleure performance : demi-finaliste en 2016.
- Coupe de la Ligue
  - Meilleure performance : demi-finaliste en 2015.
- Championnat de France de Division 2 (2)
  - Champion en 2009 et 2020.
- Championnat de France de Nationale 1 (1)
  - Champion en 2000.
- Championnat de France des moins de 18 ans (1)
  - Champion en 2010.

### Bilan saison par saison
| Saison                     | Division | Rang   | Coupe de France    | Coupe de la Ligue  |
| -------------------------- | -------- | ------ | ------------------ | ------------------ |
| OC Cesson                  |          |        |                    |                    |
| 1997-1998                  | Nat. 1   | 3e/14  | 16e de finale      | Pas de compétition |
| 1998-1999                  | Nat. 1   | 3e/14  | ?                  | Pas de compétition |
| 1999-2000                  | Nat. 1   | 1er/14 | 16e de finale      | Pas de compétition |
| 2000-2001                  | Div. 2   | 7e/14  | 8e de finale       | Pas de compétition |
| 2001-2002                  | Div. 2   | 11e/14 | 32e de finale      | Non qualifié       |
| 2002-2003                  | Div. 2   | 11e/16 | 8e de finale       | Non qualifié       |
| 2003-2004                  | Div. 2   | 6e/16  | Pas de compétition | Non qualifié       |
| 2004-2005                  | Div. 2   | 5e/16  | 16e de finale      | Non qualifié       |
| 2005-2006                  | Div. 2   | 3e/16  | 7e tour            | Non qualifié       |
| 2006-2007                  | Div. 2   | 3e/17  | 8e de finale       | Non qualifié       |
| 2007-2008                  | Div. 2   | 4e/16  | 32e de finale      | Non qualifié       |
| 2008-2009                  | Div. 2   | 1er/14 | 5e tour            | Non qualifié       |
| 2009-2010                  | Div. 1   | 11e/14 | 8e de finale       | Quart de finale    |
| 2010-2011                  | Div. 1   | 13e/14 | 8e de finale       | 8e de finale       |
| Cesson Rennes Métropole HB |          |        |                    |                    |
| 2011-2012                  | Div. 1   | 10e/14 | Quart de finale    | 8e de finale       |
| 2012-2013                  | Div. 1   | 7e/14  | Quart de finale    | 8e de finale       |
| 2013-2014                  | Div. 1   | 7e/14  | 8e de finale       | 8e de finale       |
| 2014-2015                  | Div. 1   | 7e/14  | Quart de finale    | Demi-finale        |
| 2015-2016                  | Div. 1   | 8e/14  | Demi-finale        | 1er tour           |
| 2016-2017                  | Div. 1   | 11e/14 | 8e de finale       | 1er tour           |
| 2017-2018                  | Div. 1   | 12e/14 | 8e de finale       | 8e de finale       |
| 2018-2019                  | Div. 1   | 13e/14 | 16e de finale      | 8e de finale       |
| 2019-2020                  | Div. 2   | 1er/14 | 32e de finale      | 1er tour           |
| 2020-2021                  | Div. 1   | 14e/16 | Non qualifié       | Pas de compétition |
| 2021-2022                  | Div. 1   | 9e/16  | 8e de finale       | 8e de finale       |
| 2022-2023                  | Div. 1   | 9e/16  | 8e de finale       | Pas de compétition |
| 2023-2024                  | Div. 1   | 11e/16 | Quart de finale    | Pas de compétition |
| 2024-2025                  | Div. 1   | 11e/16 | 16e de finale      | Pas de compétition |

## Personnalités liées au club

### Entraîneurs
- David Christmann : entraîneur de 1999 à 2014[7].
- Yérime Sylla : entraîneur de 2014 à 2018
  - Ragnar Þór Óskarsson : entraîneur-adjoint de 2014 à 2018
- Christian Gaudin : Septembre 2018 à novembre 2019
- Sébastien Leriche : Depuis novembre 2019

### Joueurs
Parmi les joueurs ayant évolué au club, on trouve :
- Jean-Jacques Acquevillo : de 2018 à 2019
- Igor Anic : de 2012 à 2014 et de 2019 à 2021
- Jože Baznik : de 2020 à 2022
- Kévin Bonnefoi : de 2014 à 2018
- Benjamin Briffe : de 2011 à 2014
- Romain Briffe : de 2006 à 2016 et depuis 2020
- Théophile Caussé : depuis 2021
- Florian Delecroix : de 2017 à 2018 et depuis 2019
- Benoît Doré : de 2002 a 2007 et de 2010 à 2019
- Maxime Derbier : de 2013 à 2019
- Yann Genty : de 2012 à 2014
- Romaric Guillo : de 2011 à février 2018 et depuis 2020
- Sylvain Hochet : de 2009 à 2024
- Hugo Kamtchop-Baril : de 2014 à 2022
- Mathieu Lanfranchi : de 2011 à 2018
- Jef Lettens : de 2016 à 2019
- Mickaël Robin : de 2014 à 2016

### Galerie

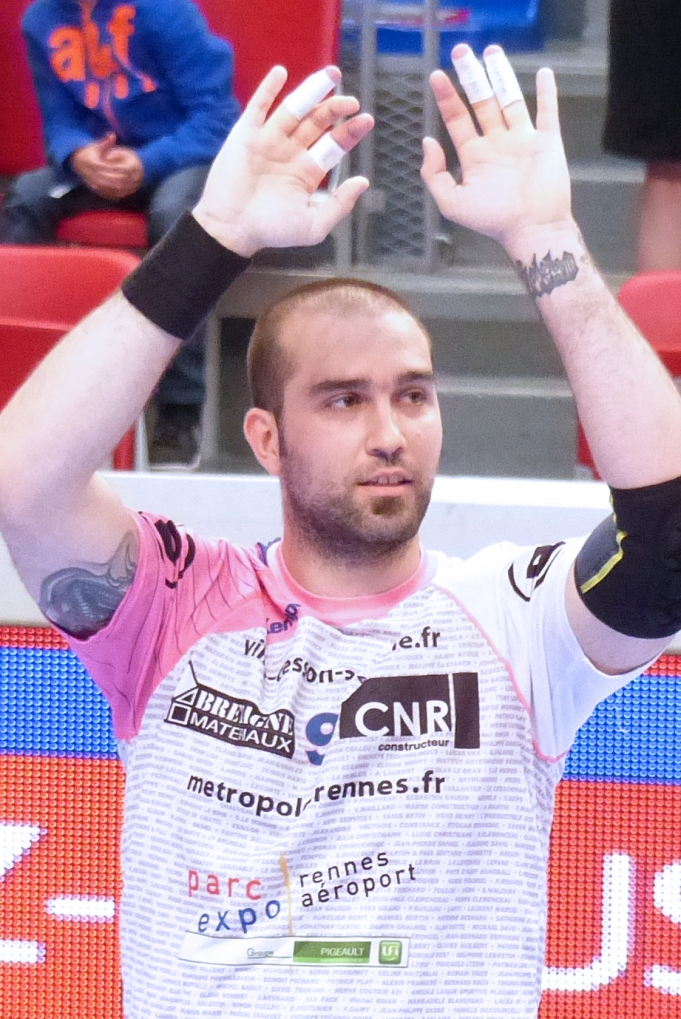
Igor Anic en 2014
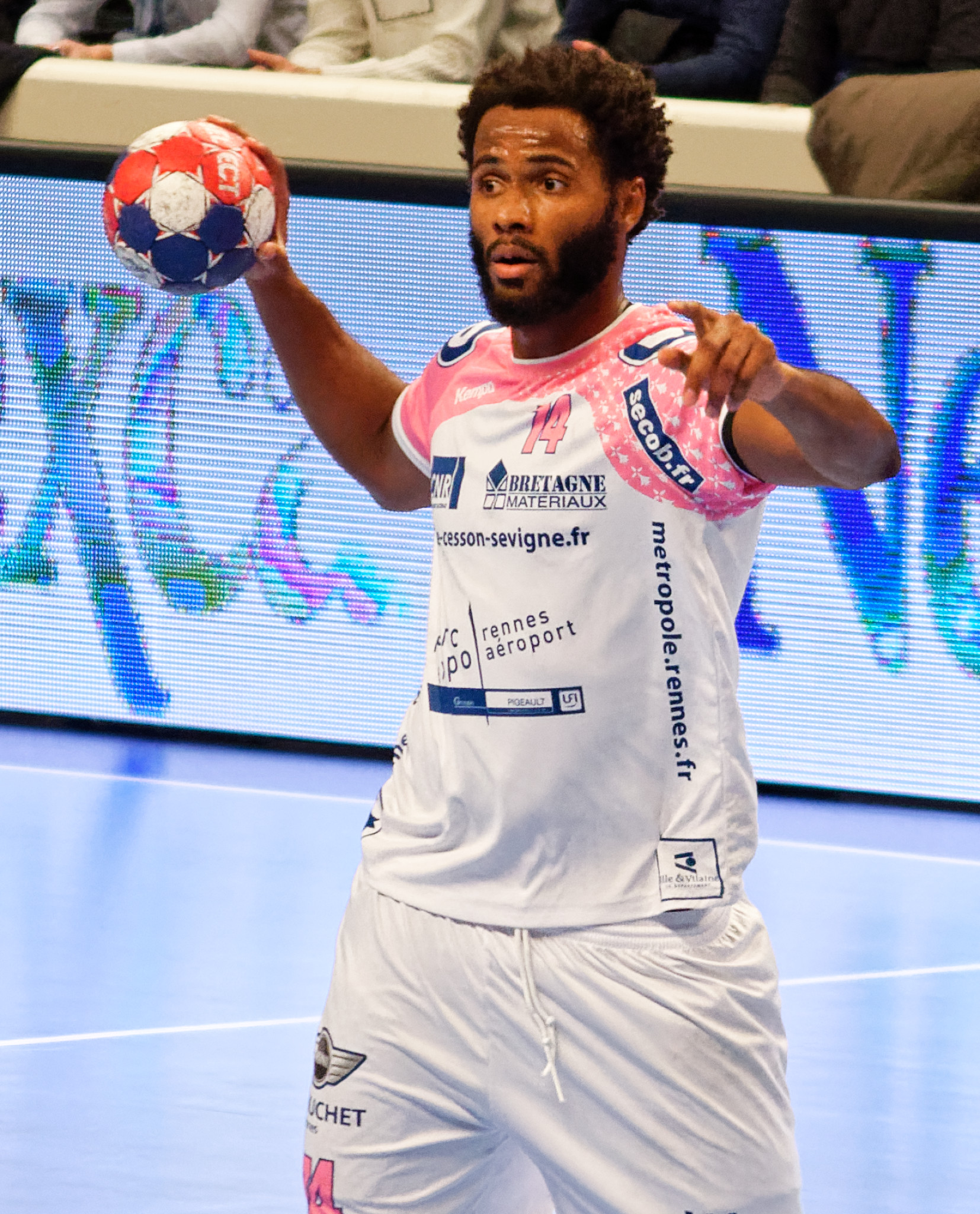
Wilson Davyes en 2015
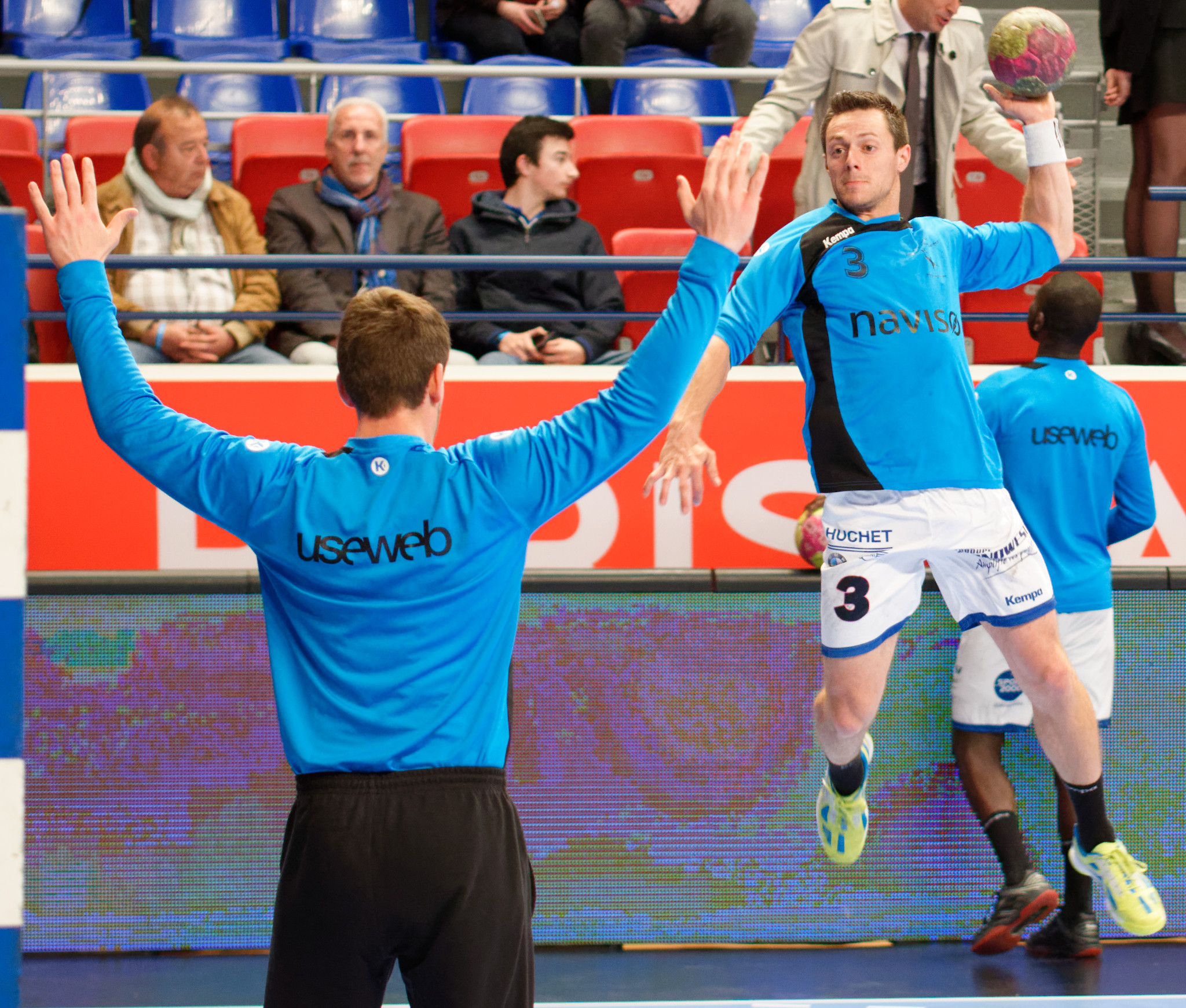
Maxime Derbier en 2017
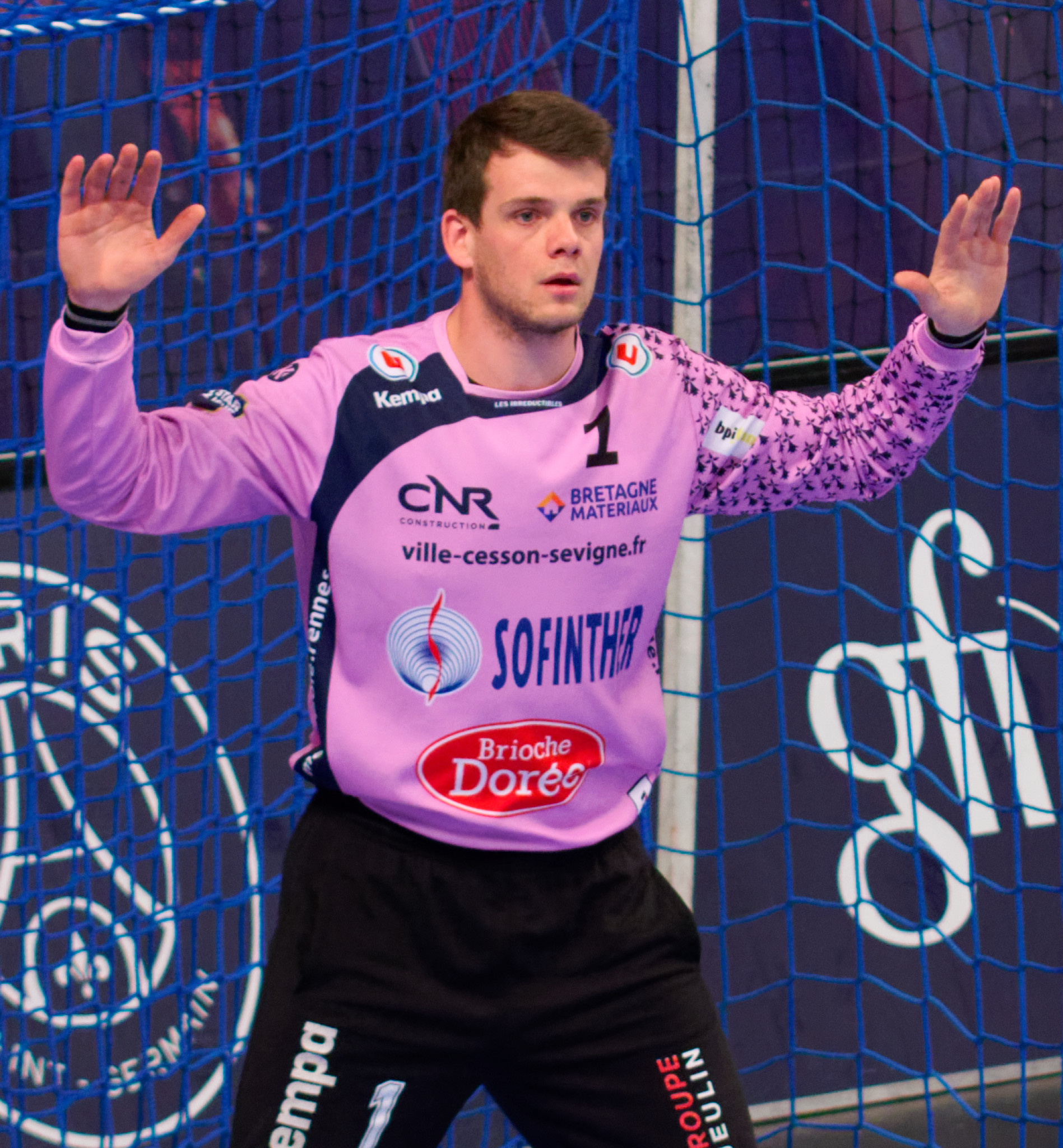
Jef Lettens en 2017
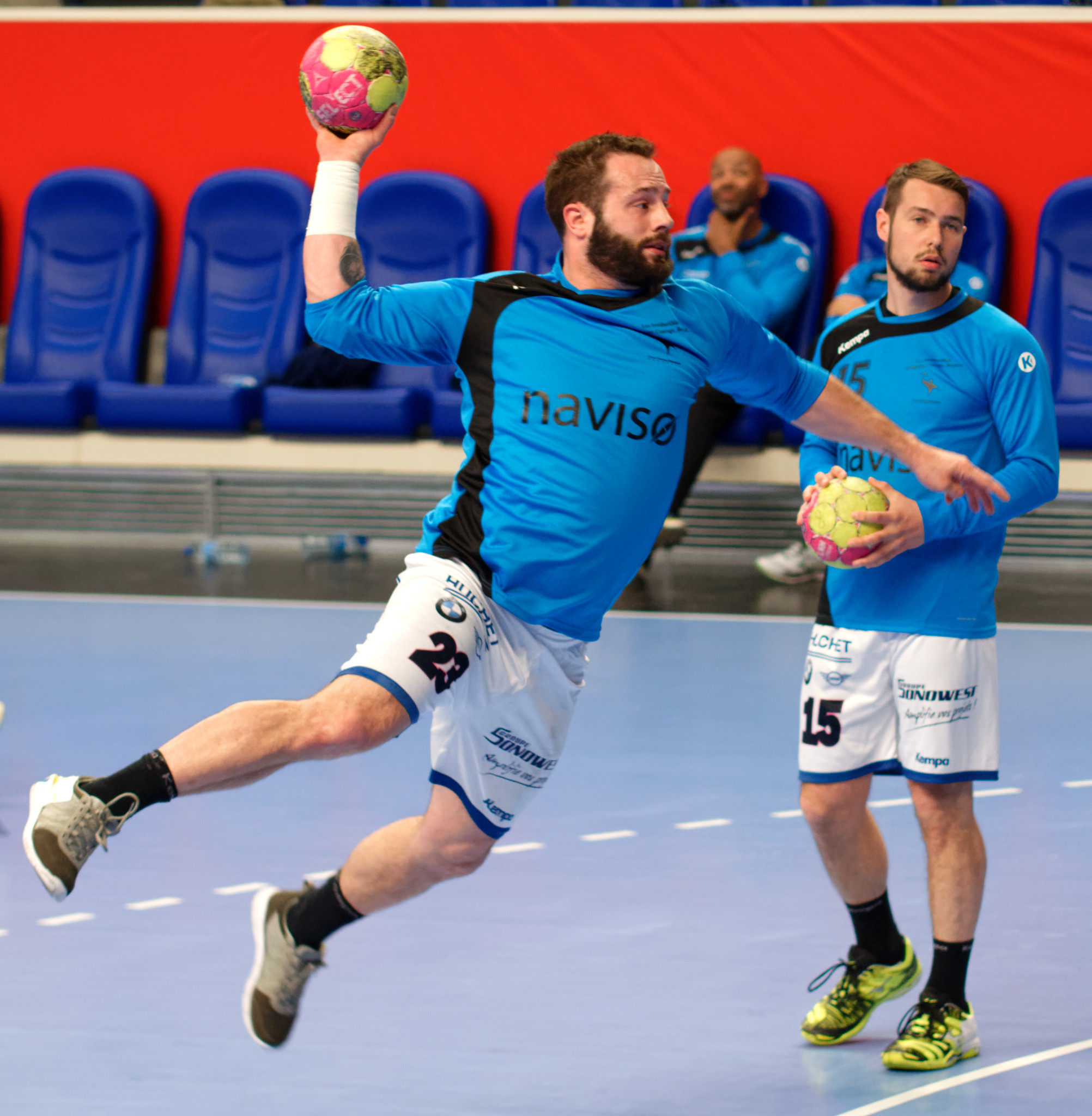
Mathieu Lanfranchi en 2017
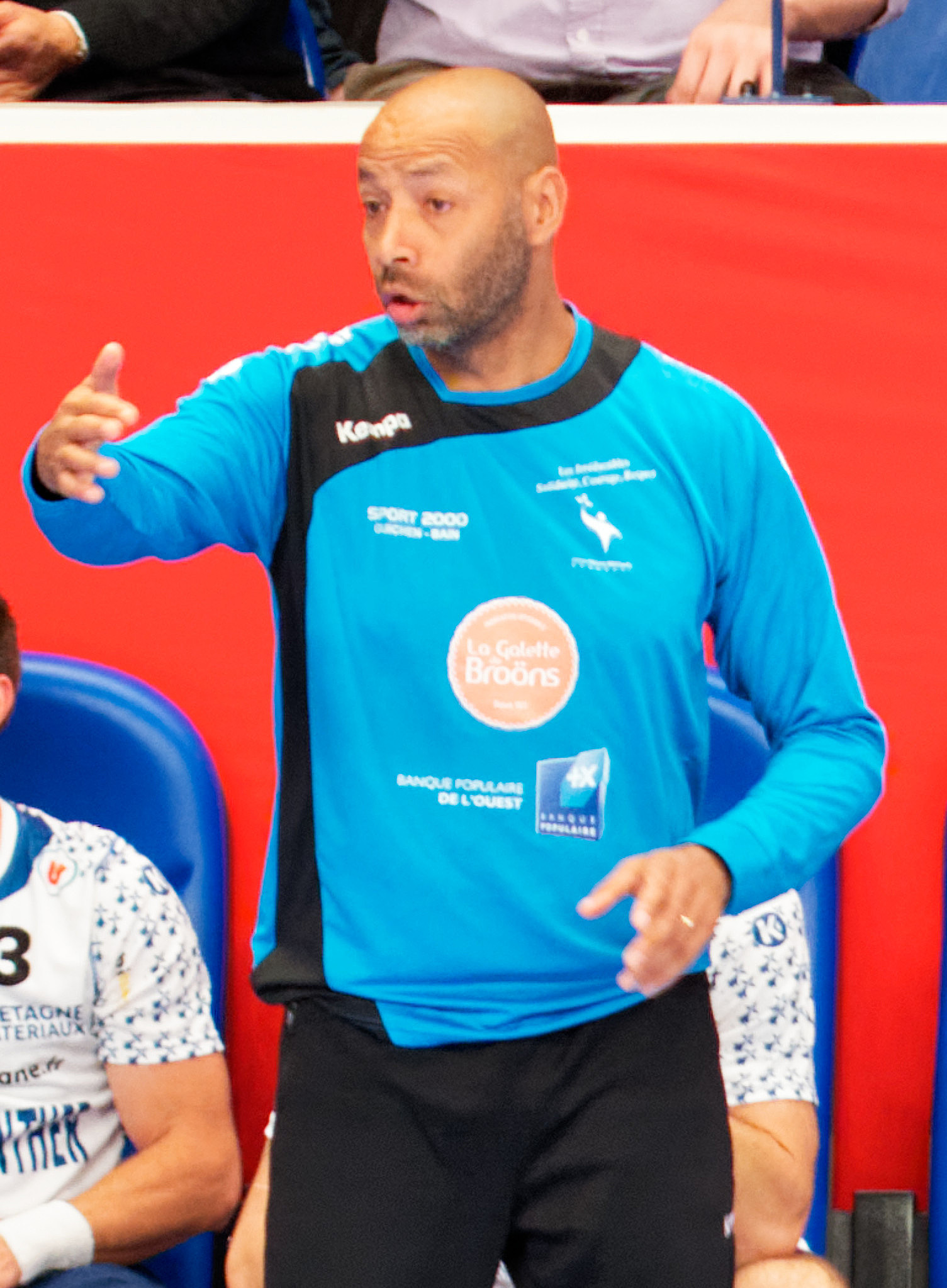
Yérime Sylla en 2017